# E3 Harelbeke 2012
Der 55. Rad-Klassiker E3-Preis Harelbeke fand am 23. März 2012 statt. Das Eintagesrennen war 2012 erstmals Teil der UCI WorldTour 2012 und innerhalb dieser das fünfte Rennen. Die Distanz des Rennens betrug 203,0 Kilometer.

## Teilnehmer
| ProTeams AG2R La Mondiale Astana Pro Team BMC Racing Team Euskaltel-Euskadi FDJ-Big Mat Garmin-Barracuda          | GreenEdge Cycling Team Katusha Team Lampre-ISD Liquigas-Cannondale Lotto Belisol Team Movistar | Omega Pharma-Quick Step Rabobank Cycling Team RadioShack-Nissan Sky ProCycling Team Saxo Bank Vacansoleil-DCM |
| Professional Continental Teams Topsport Vlaanderen-Mercator Landbouwkrediet-Euphony Accent Jobs-Willems Veranda’s | Cofidis, le Crédit en Ligne Farnese Vini-Selle Italia Project 1t4i                             | Team Europcar                                                                                                 |

Klarer Favorit auf den Sieg war der Gewinner der letzten beiden Jahre, Fabian Cancellara vom Team RadioShack-Nissan. Vom Team Omega Pharma-Quickstep rechneten sich vor allem der Belgier Tom Boonen, der Franzose Sylvain Chavanel aber auch Niki Terpstra gute Chancen auf den Sieg aus. Drei heiße Eisen im Feuer hatte auch das Team BMC: Philippe Gilbert, Greg Van Avermaet und Alessandro Ballanwollten unbedingt gewinnen. Auch Sep Vanmarcke hatte schon oft bewiesen, dass mit ihm bei den Klassikern zu rechnen ist.
Weitere Favoriten waren: Óscar Freire (Katjuscha), Peter Sagan (Liquigas), Lars Boom, Matti Breschel (beide Rabobank), Filippo Pozzato Farnese Vini, sowie Marco Marcato und Bjorn Leukemans (beide Vacansoleil-DCM).

## Strecke
Das Rennen mit Start und Ziel in Harelbeke führte über 13 Hellingen auf 203 km.
Das Profil war wellig, aber zu Beginn nicht allzu schwer. Nach 99 km stand dann der erste Helling an. Die berühmte Mauer von Geraardsbergen bildet den Auftakt. Die nächste Helling folgte 81 km vor dem Ziel. In diesem Streckenabschnitt lagen die Hellingen sehr nahe beieinander. Das Kopfsteinpflaster machte diese Abschnitte noch deutlich schwieriger und bedeutsamer für das Rennen und den Rennverlauf.
Helling Nr. 10 war der Paterberg. Zwar war der Anstieg nur 362 Meter lang, aber eine Maximalsteigung von 20 % und Kopfsteinpflasterbelag machten den Berg sehr anspruchsvoll. Helling Nr. 11 wurde 34 km vor dem Ziel erreicht. Oude Kwaremont war 2,2 km lang und im steilsten Stück 11 % steil.
Es folgten Helling Nr. 12, Knokteberg, 25 km vor dem Ziel, und nach einem gut 10 km langen Asphaltstück 15 km vor dem Ziel der Tiegemberg, der 1 km lang und im Schnitt 6,5 % steil war.
Danach ging es die letzten Kilometer abfallend bzw. flach ins Ziel zurück nach Harelbeke.

### Hellingen

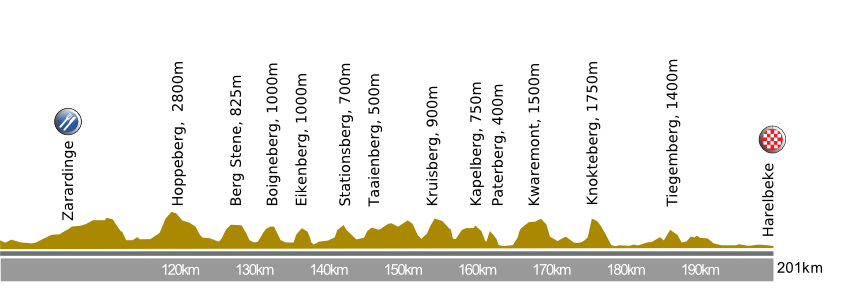
Streckenprofil der letzten 100 km

| Nr. | Name         | Kilometer | Belag    | Länge (m) | ø Steigung |
| --- | ------------ | --------- | -------- | --------- | ---------- |
|     | De Muur      | 99        | Pflaster | 900       | 9,3 %      |
| 1   | Hoppeberg    | 122       | Asphalt  | 3440      | 3,3 %      |
| 2   | Berg Stene   | 129       | Asphalt  | 1560      | 7,3 %      |
| 3   | Boigneberg   | 134       | Beton    | 2180      | 5,8 %      |
| 4   | Eikenberg    | 139       | Pflaster | 1200      | 5,5 %      |
| 5   | Stationsberg | 143       | Pflaster | 460       | 3,2 %      |
| 6   | Taaienberg   | 148       | Pflaster | 1250      | 9,5 %      |
| 7   | Kruisberg    | 156       | Pflaster | 1270      | 6 %        |
| 8   | Kapelberg    | 160       | Asphalt  | 1260      | 7,1 %      |
| 9   | Paterberg    | 164       | Pflaster | 362       | 12 %       |
| 10  | Kwaremont    | 169       | Pflaster | 2200      | 4,2 %      |
| 11  | Knokteberg   | 178       | Asphalt  | 1530      | 5,3 %      |
| 12  | Tiegemberg   | 188       | Asphalt  | 1000      | 6,5 %      |

## Endstand
|     | Fahrer             | Nation      | Team                        | Zeit         |
| --- | ------------------ | ----------- | --------------------------- | ------------ |
| 1.  | Tom Boonen         | Belgien     | Omega Pharma-Quick Step     | 4:51:59 h    |
| 2.  | Óscar Freire       | Spanien     | Katusha Team                | gleiche Zeit |
| 3.  | Bernhard Eisel     | Osterreich  | Sky ProCycling              | gleiche Zeit |
| 4.  | Leonardo Duque     | Kolumbien   | Cofidis, le Crédit en Ligne | gleiche Zeit |
| 5.  | Sep Vanmarcke      | Belgien     | Garmin-Barracuda            | gleiche Zeit |
| 6.  | John Degenkolb     | Deutschland | Project 1t4i                | gleiche Zeit |
| 7.  | Matthieu Ladagnous | Frankreich  | FDJ-Big Mat                 | gleiche Zeit |
| 8.  | Alexandre Pichot   | Frankreich  | Team Europcar               | gleiche Zeit |
| 9.  | Alessandro Ballan  | Italien     | BMC Racing Team             | gleiche Zeit |
| 10. | Sébastien Turgot   | Frankreich  | Team Europcar               | gleiche Zeit |